# 6,7-二甲基异咯嗪
6,7-二甲基异咯嗪（6,7-Dimethylisoalloxazine）是一种异咯嗪衍生物，它是维生素B2的组成部分之一，另一部分为核糖醇。